# Docalidia nitida
Docalidia nitida är en insektsart som beskrevs av Nielson 1990. Docalidia nitida ingår i släktet Docalidia och familjen dvärgstritar. Inga underarter finns listade i Catalogue of Life.